# زاون آندریاسیان
زاون آندریاسیان (ارمنی: Զավեն Անդրիասյան؛ زادهٔ ۱۱ مارس ۱۹۸۹ در ایروان) شطرنج‌باز اهل ارمنستان است که در سال ۲۰۰۶ عنوان استادبزرگ توسط فیده به وی اعطا گردید. وی در یونیورسیاد ۲۰۱۳ در کازان در انفرادی مردان موفق به کسب مدال نقره شد.
| به‌دلیل برخی مشکلات فنی، نمودارها موقتاً قابل مشاهده نیستند. اطلاعات بیشتر پیرامون این مشکل در فابریکاتور و وبگاه مدیاویکی در دسترس است. | |
| | به‌دلیل برخی مشکلات فنی، نمودارها موقتاً قابل مشاهده نیستند. اطلاعات بیشتر پیرامون این مشکل در فابریکاتور و وبگاه مدیاویکی در دسترس است. |